# Stamford Bridge
Stamford Bridge je fotbalový stadion ležící na hranici čtvrtí Fulham a Chelsea, na jihozápadě Londýna. Je domácím stadionem anglického klubu Chelsea FC. Stamford Bridge je ucelený komplex, zahrnující oficiální klubový obchod, dvojici čtyřhvězdičkových hotelů (Millennium a Copthorne) a několik restaurací.

## Historie
Stamford Bridge byl oficiálně otevřen 28. dubna 1877. Prvních 27 let existence byl používán převážně Londýnským atletickým klubem pro pořádání atletických mítinků. V roce 1904 se změnil vlastník, když bratři Joseph a Gus Mearsovi koupili pozemek i se sousední zahradou a rozhodli se postavit stadion. Nejprve ho nabídli k používání nedalekému Fulhamu, ale po odmítnutí raději založili vlastní fotbalový klub.
Stadion byl navržen známým architektem Archibaldem Leitchem, který se již předtím podílel na návrzích Ibrox Parku v Glasgowě nebo Goodison Parku v Liverpoolu. Stamford Bridge nejprve zahrnoval pouze 110 metrů dlouhou tribunu na jižní straně, kam se vešlo 5 000 diváků. Díky tisícům tun vykopaného materiálu při stavbě nedaleké podzemky byly postaveny velké terasy na západní straně. Kapacita byla plánována na 100 000 lidí a měla být druhá největší v zemi za Crystal Palace – dějištěm finále FA Cupu. Stamford Bridge tuto poctu převzal na tři roky po válce, o Anglický pohár se tu bojovalo v letech 1920 – 1922.

### Název
Jméno Stamford Bridge pochází z minulosti vzdálenější než sám stadion. Mapy z 18. století ukazují potok nazývaný Stanfordská říčka, který tekl podél současné železnice nedaleko jižní tribuny a vléval se do Temže. V místě, kde protéká Fulham Road, se nacházel most Sanford Bridge (ze sand ford = písečný brod). Mostu na Kings Road se zase říkalo Stanbridge (ze stone bridge = kamenný most). Zdá se, že se tyto dva názvy spojily v Stanford Bridge, z čehož postupem času vzniklo Stamford Bridge jako jméno nového stadionu.

### 1930
Stadión zůstal víceméně nezměněn až do roku 1930, kdy byla na jižní straně stadionu vybudována terasovitá Shed End, na kterou skalní fanoušci nedají dopustit dodnes. Hlavně ve druhé polovině dvacátého století byla tato tribuna zdaleka nejhlučnějším místem Stamford Bridge. Vedou se debaty, proč dostala jméno 'Shed', když během stavby nijak pojmenovaná nebyla. Shed End byla zdemolována v roce 1994, podle nového nařízení měla být všechna místa k sezení. Poslední zápas se starou tribunou byl proti Sheffieldu United 7. května 1994 a znovuzrození Shedu – už plně vybaveného sedačkami - se fanoušci dočkali v roce 1997.

### 1939
V roce 1939 byla vybudována severní tribuna. Nezvyklá tribuna v severovýchodním rohu byla prodloužením východní tribuny a výrazně se odlišovala svým vzezřením od ostatních. Přežila do roku 1975, kdy byla zbourána a byla nahrazena terasami, které vydržely až do moderní přestavby v roce 1993.

### 1964/65
Během sezóny 1964/65, v jednom z nejlepších období v historii Chelsea, byla obrovská západní terasa přeměněna na tribunu pro sezení – West stand. Obsahovala ze tří čtvrtin sedačky a z jedné čtvrtiny betonovou plochu zvanou 'Lavice'. Existovala 25 let, než byla jako poslední část starého stadionu v roce 1998 zbourána. Byla to těžká rána pro mnoho lidí, kteří si oblíbili starou tribunu s jejími dřevěnými sedačkami a stejně jako Shed End je zdrojem mnoha vzpomínek. Po přestavbě je jednou z nejhezčích tribun v zemi, náklady na ni činily zhruba 30 milionů liber a pojme 13 500 lidí, kteří mají nejvyšší komfort a skvělý výhled.

### 1973/74
V roce 1973 byla vybudována východní tribuna (East stand), zázrak tehdejšího stavitelství. Je to jediná část stadionu, která přežila masové přebudování v 90. letech. Východní tribuna má ještě kontroverznější minulost. Když byla Chelsea v 60. a 70. letech na vrcholu, majitelé usoudili, že takovýto hvězdný tým si zaslouží hrát na nejlepším stadionu v zemi. Byl navržen plán rozsáhlé rekonstrukce, jehož výsledkem měl být 50tisícový kruhový stánek. Celá akce se ale stala příliš nákladnou, klub se málem položil, musel prodat své nejlepší hráče a na začátku 80. let zbyly jen trosky slavného klubu. Dalších 20 let trvalo nejen přebudování kádru a stadionu, ale také celého klubu.

### Zachraňte Bridge!
Když klub prakticky zbankrotoval na konci 70. let, vlastníci klubu byli nuceni Stamford Bridge prodat. Chelsea málem přišla o celý stadion, jen krůček chyběl k tomu, aby se „The Bridge“ zboural a byl nahrazen supermarkety. Blues by pak museli sdílet domov s Fulhamem nebo Queens Park Rangers, ale tak daleko to nedošlo.
Vzhledem k tomu, že Chelsea už stadion nevlastnila, nemohla na Stamford Bridge provádět žádné rekonstrukce. Tehdejšímu předsedovi Kenu Batesovi trvalo dlouhých deset let, než se mu v roce 1992 podařilo Stamford Bridge odkoupit zpět a místo postupného chátrání tak mohla v roce 1994 začít největší přestavba, kterou kdy nějaký anglický stadion pamatoval.

### 1994/95
Vybudování nového Stamford Bridge začalo postavením severní tribuny. Stará lavicovitá terasa, která hostila v minulých letech fanoušky hostujících týmů, byla zbourána a začalo se se stavbou nové. Dostala jméno Matthew Harding Stand na památku dřívějšího ředitele Chelsea, který tragicky zahynul při havárii helikoptéry, a stala se sídlem nejvěrnějších fanoušků Chelsea.

### 1997
Následovalo vybudování nové jižní tribuny, Shed Endu. Stará jižní terasa byla dočasně nahrazena sedačkami pár let před rekonstrukcí a ve stejné době bylo rozhodnuto, že se nová tribuna stane základem současně budovaného Chelsea Village Hotelu. Rekonstrukcí se podařilo nejen Shed End zmodernizovat a zútulnit, ale také výrazně přiblížit ke hrací ploše, což pomáhá atmosféře na stadionu.

### 1998
Poslední kousek mozaiky nového Stamford Bridge byla tribuna West stand. Horní řady byly postaveny až poté, co byly vyřešeny dva roky trvající problémy s městskou radou. Největší a nejluxusnější část stadionu pro 13 500 fanoušků byla slavnostně otevřena 19. srpna 2001 a uzavřela tak přeměnu stadionu, která v podstatě začala už v roce 1973.

### 2016 – 2020

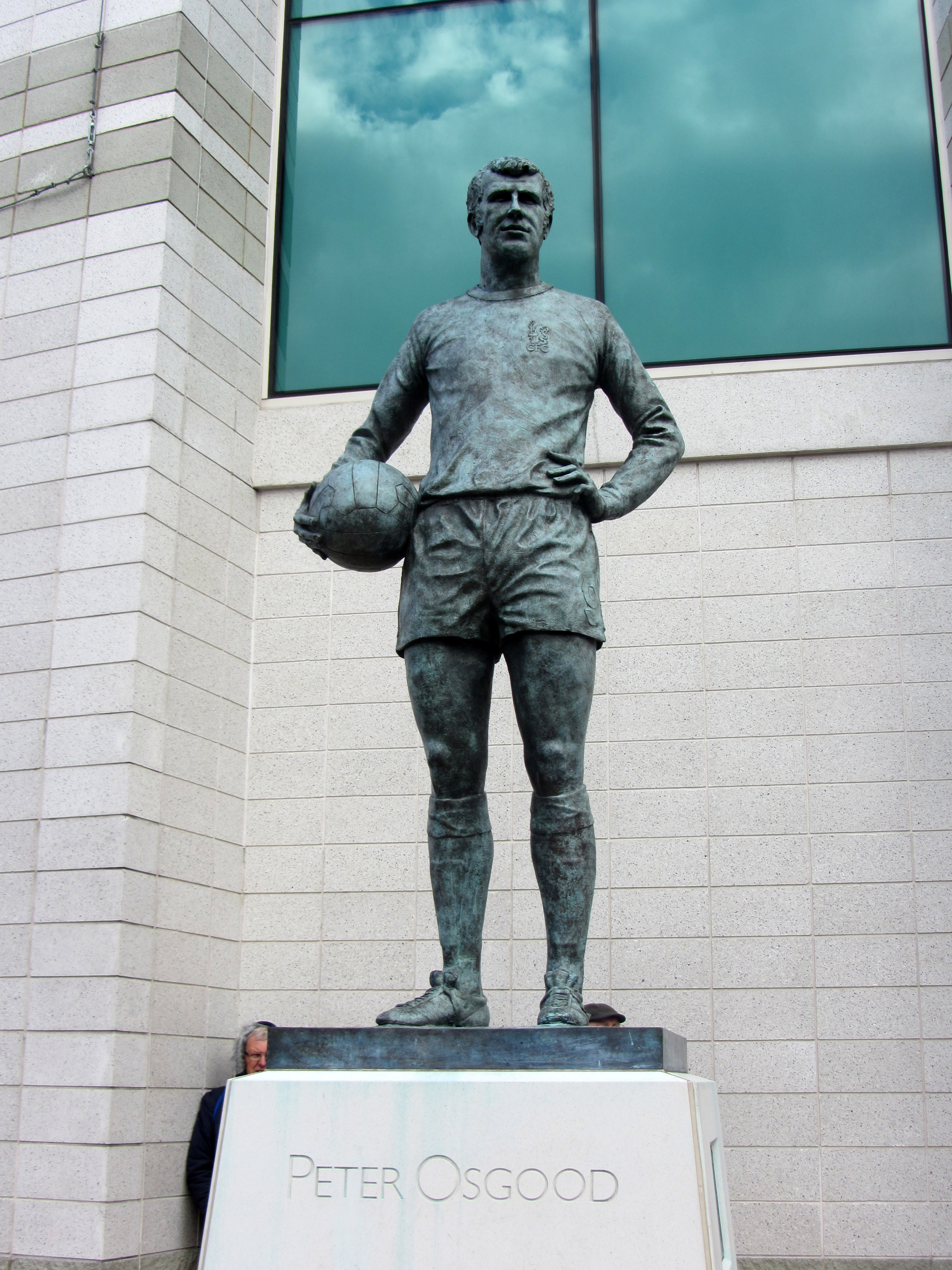
Socha Petera Osgooda vztyčená před stadionem

V červenci 2015 odhalila Chelsea plán na rekonstrukci stadionu a navýšení kapacity ze současných 41 tisíc míst na 60 tisíc míst. Design stadionu bude inspirován gotickou architekturou Westminsterského opatství. Rekonstrukce počítá se zbouráním budov za jižní tribunou. Poté se zbourá celý Stamford Bridge a na jeho místě se postaví nový, včetně okolní infrastruktury. Rekonstrukce stadionu vyjde přibližně na 500 milionů liber (celý projekt financuje Roman Abramovič) a měla by být dokončena v roce 2020. Chelsea FC bude mezitím hrát své zápasy ve Wembley nebo v Twickenhamu. 

### Současnost
Současná kapacita je 42 055 diváků a tvar hřiště se změnil ze širokého oválu na obdélník. Stamford Bridge je nyní druhým největším stadionem v Londýně a jedním z nejlepších v Anglii i Evropě. Zázemí a vybavení komplexu zahrnuje 2 čtyřhvězdičkové hotely, 3 restaurace, konferenční sál, podzemní parkoviště, návštěvní, zdravotní a obchodní centrum. V současnosti má vedení klubu eminentní zájem o rozšíření kapacity, ale ještě se nenašlo bezpečné řešení. I tak je to předlouhá cesta, na jejímž začátku stál atletický stadion postavený v roce 1876.
Fotbalový areál se nachází na adrese Stamford Bridge, Fulham Road, London, SW6 1HS. Je situován v bezprostřední blízkosti (cca 150 metrů) zastávky londýnského metra na stanici zelené linky District Line, Fulham Broadway.
Stadion byl dokončen v roce 1877 jako stadion klubu London Athletics Club.1905 se novým vlastníkem stala toho roku založena Chelsea a stadion prešel první rekonstrukcí.

## Fotogalerie

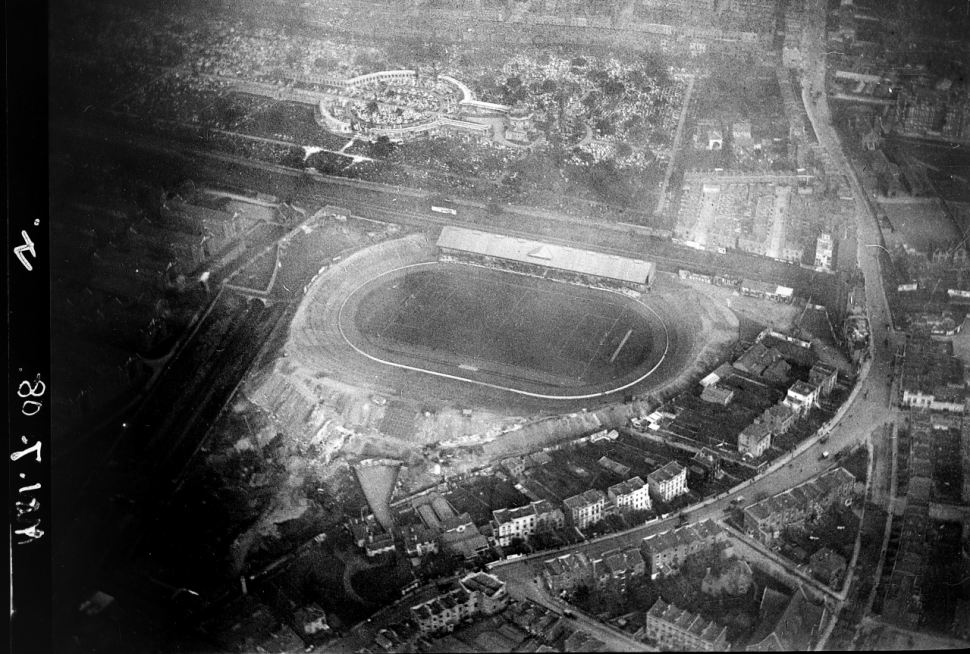
Stadion v roce 1909
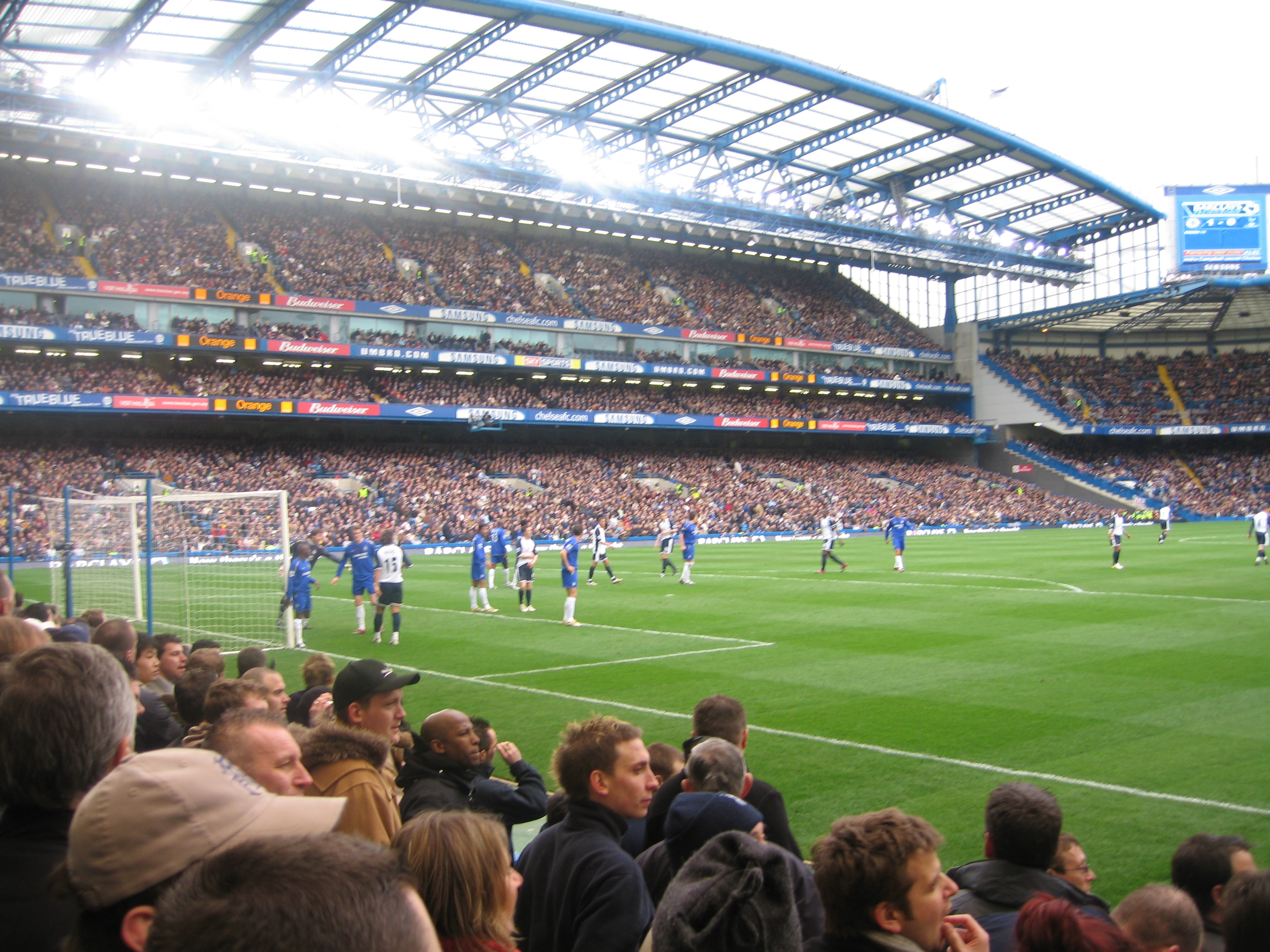
Hlavní tribuna
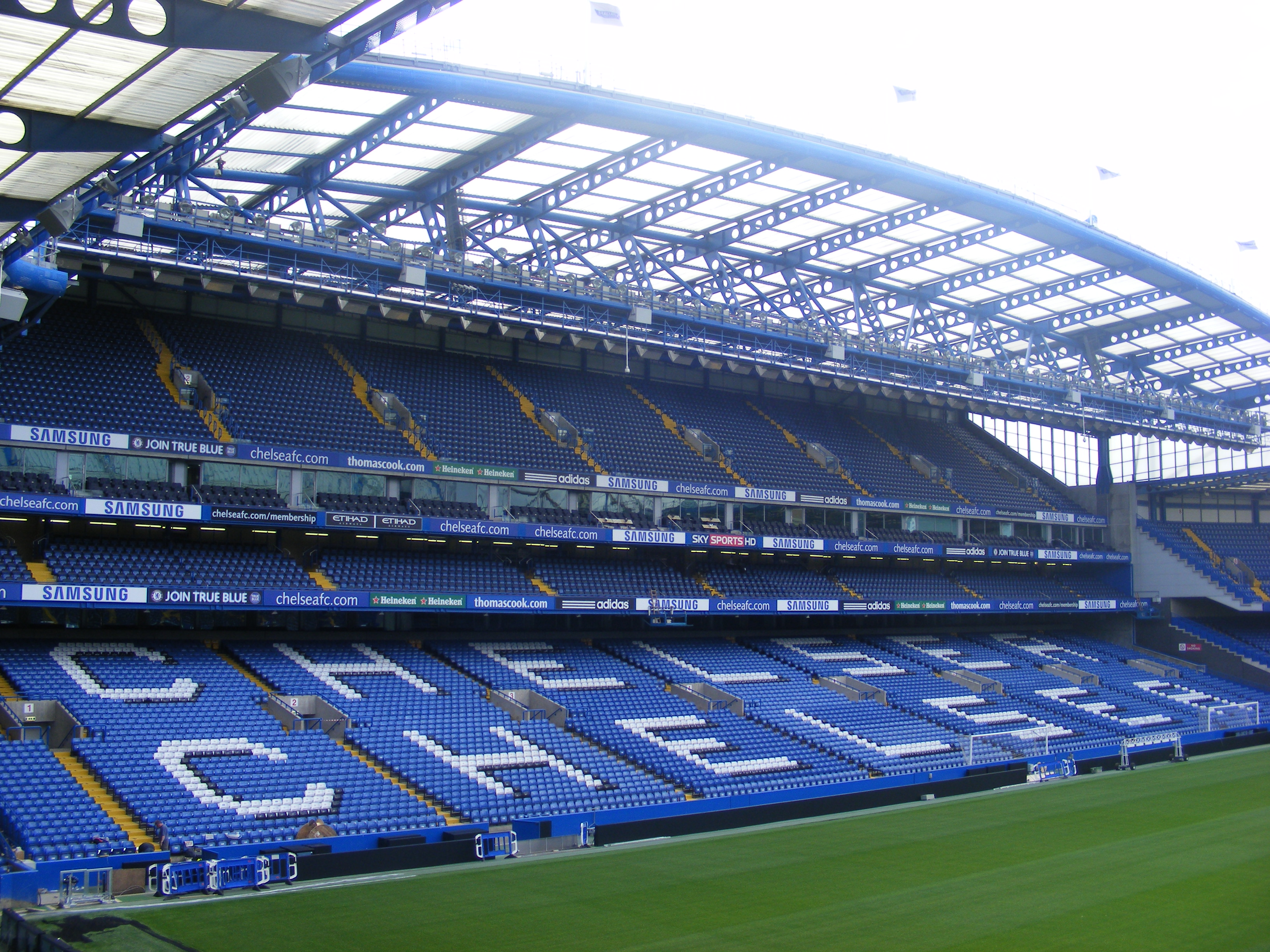
Hlavní tribuna bez diváků
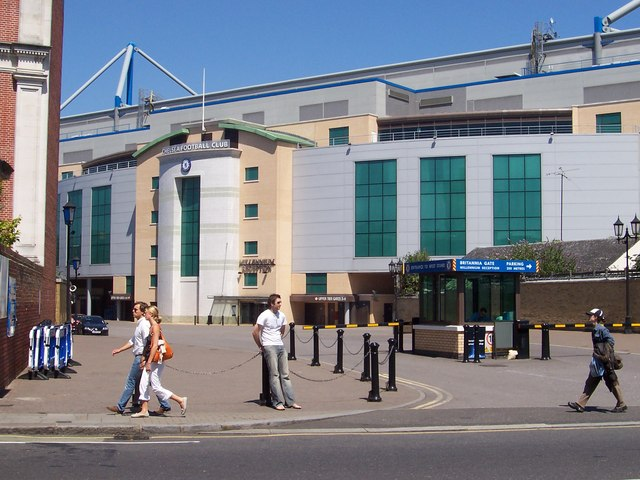
Vchod do stadionu
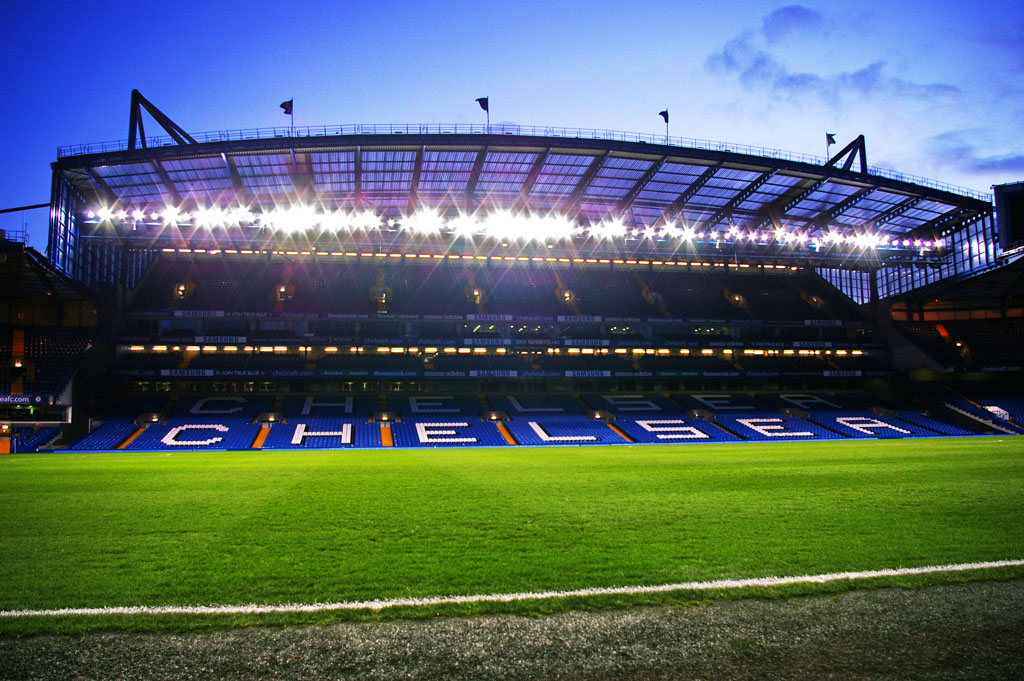
Hlavní tribuna
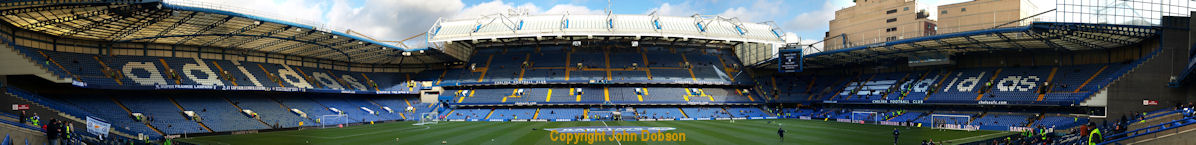
Panaroma stadionu